# 橋本甜歌
橋本 甜歌（はしもと てんか，1993年11月19日— ）是在中國北京出生，住在日本栃木縣的偶像（Junior Idol）、童星、演員（Talent）、模特兒（Fashion Model）。屬於（Horipro Improvement Association Inc.，HIA）的一員。母親是中國人、父親是日本人。身高為163公分，血型是AB型。 有個讓人感到親近的暱稱叫做。私下的暱稱叫做「（甜甜）」「（橋甜）」等等。在《天才兒童MAX》中擔任「TV戰士」而聞名。2014年在主演的《最近，妹妹的樣子有點怪？》真人電影版有大尺度的全裸演出。

## 人物簡介
- 中日混血，在中國北京出生、2歲的時候來到日本、但二十多年幾乎完全不會說漢語。至今二三年前， 甜歌終於自己開始學習中文會話。 還有當時的季節假日中， 她第一次去了她的故鄉北京。[何时？]
- 有一個弟弟。
- 來東京工作的時候是由栃木縣搭乘新幹線，大約要花２個小時的時間。
- 特技是歌唱、網球、談話。不習慣孤單一人，以及老師的說教。
- 在國中加入的是網球部，但因為在意被曬黑的關係，正苦惱要不要退出。
- 喜歡吃的食物是納豆、鳳梨、蛋包飯、關東煮。不習慣吃的食物是乳酪，辛辣食物。
- 喜歡的男性類型似乎是「帥哥，留著現在流行的鋸齒般的酷髮型，受大家歡迎的人物，受女孩子們歡迎，擅長運動，身高比自己高，非常有趣，與自己氣味相投，暸解現在正在流行什麼的人。」具體的說，就是西鄉隆盛、小池徹平、小栗旬等等。
- 喜歡的歌手是aiko、Def Tech、EXILE。
- 喜歡寒冷甚於炎熱。
- 因為她從３歳的時候就說「想在電視上出現」的關係，以此為契機而想成為歌手，而開始學習歌唱、舞蹈、古典芭蕾。從小學１年級開始加入演藝圈，首份工作是２年級時拍的廣告。那時由於是出生以來首次參加甄選會的關係．可說是她最緊張的時候。
- 她的母親看到了事務所的新聞廣告，就幫她報名參加甄選會。這就是加入現在所屬事務所的開端。另外由於母親說「希望她更像個女孩子」的關係，本人似乎說成為中學生後希望交個男朋友。
- 自稱是「流行的女王」、但似乎單單對小說沒興趣的樣子。不過最近開始使用行動電話閱讀小說。
- 2004年度開始在天才兒童MAX作為TV戰士演出中。在新加入的時候是個破天荒安靜不下來的角色、但最近慢慢變得沉著多了。有著自己流行的畫圖歌、在同節目中也定期展示「的畫圖歌」。
- 在媒體上演出時的性格與私底下的性格有很大不同、據她本人說「的角色是模仿好女孩的、平常和朋友談話的時候則更像個男孩」的樣子。小學生的時候，班上同學們曾模仿的說話方式，並且說：「演出這樣的角色不會感到疲倦嗎?」，因此她就想著「如果在天才兒童MAX演出的時候用平時的性格說話的話，也許班上同學就會停止模仿了」。

## 名字的由來
- 「甜」：因為母親喜歡的歌手是鄧麗君（テレサ·テン）的關係。在車子裡面經常放她所唱的歌。
- 「歌」：因為母親的夢想是成為歌手的關係。母親似乎希望她能成為歌手、但是她本人並不想因為母親的夢想而成為歌手(而是想因為自己的夢想而成為歌手)。
- 另外，這兩個字合起來就是「用甜美的歌聲使大家幸福的孩子（溫柔對待大家的孩子）」的意思。

## 逸話
- 小學生的時候、大眾傳播媒體曾稱呼她為「有魅力的小學生」。但是她本人並不了解「魅力」的意思、因此跑去查辭典。在小學校畢業典禮後立刻發售之DVD的發售集會上，她高聲的宣言「接著要成為有魅力的中學生」「甜歌要取得天下！」。

## 天才兒童MAX
- 在新人戰士的時候，在2004年度節目中心的「連續劇」中演出主角級的角色而廣受注目。2004年度的[天才電視小組]第一集播出中有介紹新戰士。 甜歌當時看到國語(中文)連續劇的VCD。 兩部是[射鵰英雄傳] (2002年， 大陸中央電視台播出), 與[還珠格格 (1998年， 台灣中國電視公司播出)。
- 當初是天真爛漫與破天荒安靜不下來的角色。現在在慢慢變得沉穩多了，或許接近她本來「有些像男孩子」的性格，但也定期展示有如「強勁飛出」般内容的「甜歌りん的畫圖歌」，因此這個角色的特質現在還是健在。另外在2007年1月的『這裡是「週刊優克迪爾」編輯部』中，稱自己為「天才化妝藝術家」，並幫加藤Gina的臉化妝。但化妝的成果看起來只像是單純的塗鴉，畫面上則出現「天災化妝藝術家」的字幕。（並且有附註：在朋友的臉上塗鴉的話，對方的心會變得不愉快。大家都是好孩子，因此絕對不要模仿哦！）之後又以「！！」（魔法的手指！！）為題，展示髮型設計的技巧，幫藤田Ryan設計了稱為(可愛搖滾)造型的特殊髮型。
- 在2006年度參加了『天TV部活動』。第1學期加入了『天TV 女子一輪車部』。由完全不會騎一輪車的狀態開始，在獲得了部員們的激勵，以及自己勤奮練習之下，不但學會了騎一輪車，最後甚至成功地在一輪車的演技大會中出場。在第2學期則加入了『天TV冒險部』。雖然一開始在徒手攀岩時遇到困難，以及穿越叢林時腳突然抽筋等等，但在大家的關懷，以及一起慶祝生日之下，部員們的繫絆更加深了一層，最後成功地到達了夢幻的樂園。
- 在『紙飛機達陣賽』中是2004年度6戰全勝的最優秀選手。在2006年度的第三回合賽中，以的一員身分升級到了K-1，令人期待她今後的活躍。

## 演出

### 電視
- NHK教育 『天才兒童MAX』（2004年度～演出中）
- 『ダムド・ファイルⅢ』（2004年）

### 電影
- 『インストール』（2005年） - 主角，野沢朝子（上戸彩）的少女時代角色
- 最近，妹妹的樣子有點怪？真人電影版（2014年） - 主角， 神前美月
- ×××HOLiC（2022年4月29日） - 女客人B

### 廣告
- 講談社 『なかよし』（2004年）

### 雜誌
- 学研 『ピチレモン』（2006年7月号～）
- ワニマガジン社 『Chuッ』
- 辰巳出版 『PurePure　ピュア☆ピュア』
- バウハウス 『Lemonteen plus』
- 新潮社 『ニコラ6月号』 - 首部散文集『12歳の友情論』的訪問）

### 其他
- 短片 「ラヴィラ府中多摩川予告編」

## 書籍・DVD

### 著書
- 『12歳の友情論』（2006年3月　ブックマン社）ISBN 4-89308-636-7

### 寫真集
- 河野英喜攝影 『じゆーがた－橋本甜歌写真集』（2005年6月　辰巳出版）ISBN 4-7778-0156-X
- くぼたあきひと攝影 『よし。－橋本甜歌写真集』（2006年1月　ワニマガジン社）ISBN 4-89829-985-7
- 金曜日の午後と私。（2014年5月1日 角川書店出版）

### DVD
- DVD 「ひこうきぐも」（2006年1月　ポニーキャニオン）
- 末高斗夢DVD 「ダジャレ大事典　200連発！すえたかと～む～♪」 - 客串演出

## 外部連結
- ホリプロ・インプルーブメント・アカデミー Archive.today的存檔，存档日期2012-07-16 - 所屬事務所
- 愛好者網站 tenkarin.com